# 狐 (日本民俗)
狐是日本民间传说中一種具有超自然能力的動物，而且它還會随着年龄的增长而變得越來越聰明，而且所有的狐狸都能變成人。在江户时代（1603-1867年），當時有許多人把狐狸视为“使魔”以及妖精。 